# 日耶勒-库尔泰耶
日耶勒-库尔泰耶（法語：Giel-Courteilles，法語發音：[ʒjɛl kuʁtɛj] ⓘ）是法国奥恩省的一个市镇，属于阿让唐区。该市镇于1965年由原市镇日耶勒（Giel）和库尔泰耶（Courteilles）合并而成。

## 地理
日耶勒-库尔泰耶（48°45'52"N, 0°11'49"W）面积12.58 平方千米，位于法国诺曼底大区奧恩省，该省份为法国西北部内陆省份，北起顺时针与卡爾瓦多斯省、厄尔省、厄尔-卢瓦省、萨尔特省、马耶讷省和芒什省接壤。
与日耶勒-库尔泰耶接壤的市镇（或旧市镇、城区）包括：尚瑟里、阿布洛维尔、皮唐日勒拉克、奥恩河畔蒙、埃库谢莱瓦莱。

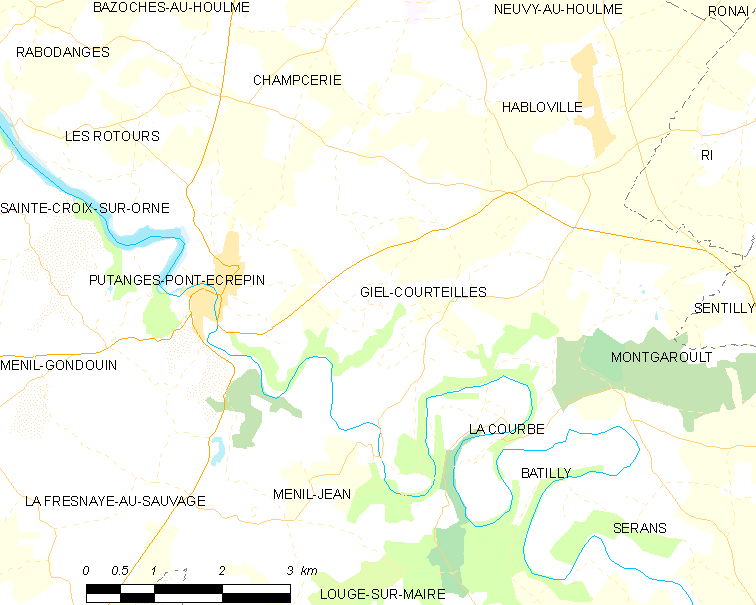
日耶勒-库尔泰耶的OSM定位图

日耶勒-库尔泰耶的时区为UTC+01:00、UTC+02:00（夏令时）。

## 行政
日耶勒-库尔泰耶的邮政编码为61210，INSEE市镇编码为61189。

## 政治
日耶勒-库尔泰耶所属的省级选区为阿蒂斯-瓦勒德鲁夫尔县。

## 人口

1962-2008年间日耶勒-库尔泰耶人口变化图示

日耶勒-库尔泰耶于2022年1月1日时的人口数量为484人。